# 斜線
斜線（/），又稱為斜線號、斜槓、前斜線或正斜線，用作标点符号或其他用途。
注意：符號“\”稱為反斜線、後斜線或倒斜線，應予以區分。

## 歷史
斜線的使用可追溯至古羅馬。在中世紀，斜線在Fraktur字體的稿件中被用作逗號用途，雙斜線（//）則作為连接号。雙斜線最終發展成等號（=）。

## 用途

### 英語
在英語常常用斜線代替連字號或連接號以強烈表達詞句的連接，例如「海明威/福克納年代」。又用作表示「or」（或）及「and」（及）。斜線被使用為分行當引用多句詩歌、戲劇或新聞標題。通常會在斜線前留一個空格，例如「Love alters not with his brief hours and weeks, / But bears it out even to the edge of doom」。在散文中，斜線是用作分段之用。斜線提供多個名字空間可避免命名爭議，例子是美國人口普查中使用「Assyrian/Chaldean/Syriac」斜線以分隔多詞一義字。斜線通常是在互斥事件使用，例如male/female。
英式英語獨特地使用斜線取代連字語作短稱之用，在第二次世界大戰的文件十分常見，例如'S/E'即'single-engined'，是飛機的縮寫。在美國，"O/O"在貨車公司和計程車公司用作指"owner-operator"（或"owned and operated by"），這個詞原本是帶有連字詞。在美國政府，辦公室縮寫使用斜線。
斜線在縮寫常常使用，例如w/（即「with」）及w/o（即「without」）。有時斜線也被誤用，例如R/C（radio control）。純粹主義者反對此種用法。而且這些縮寫也一字多義，例如b/w可指between或black and white，w/e可指whatever、weekend或week ending。

### 校對
當在一個文件上校對，校對者會在旁以斜線留下應該修正和不應使用詞語的建議。當把大楷轉做小楷時，校對者會在空白位加入斜線及寫上lc 或l/c。

### 算術
固相線與斜線有不同排板符號及不同用途。固相線較為水平。但使用斜線被視為可接受當作為替代之用。在鍵盤上是斜線。固相線是作為分數以分隔分子、分母，如“123⁄456”。是可用來表示除法，斜線在英語是"over"，又稱分數。意思是同餘（商群）。

### 金錢
斜線在金額後表示了終結。例如在支票上或發票上寫上$50/-，表示了僅限於$50為止，防止有人在後加上數字增加金額。
在英國十進制化進行前，斜線是用作表示先令，"5/6"意思是"5先令及6便士"及"5/-"意思是"5先令"。

### 保齡球
在保齡球中，斜線用來表示補中，是指在第一次沒有全倒，再投第二次把剩下的球瓶都擊倒。

### 计算机

#### 檔案
在類Unix系統系統及URL，斜線是用作檔案和資料夾的路徑的成分的间隔符：
pictures/image.jpg
http://zh.wikipedia.org/wiki/Wikipedia:首页
而起始的斜線是表示檔案系統的根目錄：
/home/john/pictures/image.jpeg
MS-DOS及Microsoft Windows也接受後斜線("\")作路徑之用。因為Windows中經常使用後斜線，致使一些用户以為後斜線才是真正的斜线而把斜線誤稱为“反斜线”或“前斜線”。隨著互联网的URL中斜線的使用、类Unix系統（如Linux和Mac OS X），“前斜線”的稱呼被視為時代錯誤。
Microsoft Windows、MS-DOS、CP/M，使用斜線指出命令列選項。例如輸入"dir/w"以加入"wide"選項"dir"命名。
IBM JCL在用批量工作流程雙斜線來開始每行（除了/* and /&）

#### 聊天
許多IRC及遊戲內置聊天客戶端使用斜線分別命令，例如輸入：
/join #services – 參與"#services"頻道
斜線也被用作回應即時訊息。
在第二人生聊天使用斜線選擇聊天室及及輸入命令對其家居的控制。

#### 編程
在程序设计，斜線在Unicode字符是U+002F、ASCII字符是47。ISO及Unicode.org畫定為固相線，並作“FRACTION SLASH”分數斜線，與英語排板術語有著矛盾。
使用情況：
- 在大部份编程语言，斜線/是分數的運算子。Python的2.2版開始使用雙斜線//作整數除法及下捨入法。不过，Python 3中，/除法的结果都是浮点值。
- C语言、C++和C#里表示代码的注释，以/*开始，以*/结束。
- C99、C++、C#、PHP及Java同時有雙斜線//為註釋之用。
- 在SGML、標記語言HTML和XML，斜線用作結束標記的其中一員。
- 斜線作為正则表达式的標準界定
- 斜線用來表示斜體italics，當無格式表示，如/Italic text/

### 家族譜
電腦化家族譜資料交換系統GEDCOM使用斜線界定姓氏，例如Bill /Smith/ Jr。在Personal Ancestral File也用斜線分別姓名。

### 日期
日期也使用斜線分別年月日，例如"9/16/2003"（美國），或其他國家使用"16/9/2003"代表2003年9月16日
在英國有特別專明用法，7/8 May指的是一夜，由5月7日傍晚至8日的早上，長度為12小時。相反地，使用連字號7-8 May會指7日和8日共48小時，這些都在聚會常使用。
ISO 8601提供了時間和日期標準以解決不同國家採用不同日期及時間格式的問題。根據標準，日期必須使用連字號寫成年-月-日，時段則可用固相線，例如1939-09-01/1945-05-08這是第二次世界大戰歐戰的年期。

### 小說
在葛瑞格·貝爾的小說使用斜線作標題/ (Slant)。又在NetHack用作棍。

### 現代詩
現代詩中常以斜線表示換行。

### 語言學
斜線用作公開演說附上音位、音譯。

### 物理
在量子场论，斜線通過一個標記，例如"a"，是"γμaμ"的速记，"a"是協變四維矢量，"γμ"是γ矩陣，指數"μ"是根據爱因斯坦求和约定得出。

### 連字號的代替品
斜線除了在日期上廣泛使用，也成為連字號的代替品。例如美國空軍的飛機序號。"85-1000"是第1000架飛機在1985年製造，使用斜線"85-1001/1050"表示首批連串50部製造的飛機。

## 编码

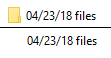
尽管斜杠是 Windows 文件和文件夹名称中禁止使用的保留字符，但允许使用大斜线（big solidus，见上面的第一个框）。 在这种情况下，它与斜杠（第二个框）非常相似。

作为一种非常常见的字符，斜杠（slash）即“斜线”（slant）最初以ASCII编码，十进制代码为47或0x2F。Unicode中使用了相同的值，它称之为“solidus”，并且还添加了更多字符：
- U+002F / SOLIDUS
- U+0337 ̷ COMBINING SHORT SOLIDUS OVERLAY (刪除線樣式)
- U+0338 ̸ COMBINING LONG SOLIDUS OVERLAY (刪除線樣式)
- U+2044 ⁄ FRACTION SLASH
- U+2215 ∕ DIVISION SLASH
- U+2571 ╱ BOX DRAWINGS LIGHT DIAGONAL UPPER RIGHT TO LOWER LEFT
- U+29F8 ⧸ BIG SOLIDUS
- U+FF0F ／ FULLWIDTH SOLIDUS (全形的solidus)
- U+1F67C 🙼 VERY HEAVY SOLIDUS

在XML和HTML，斜线可用字符实体引用&sol ;或字符值引用&#47 ;或&#x2F ;来表示。

## 外部連結
- Forward Slash Definition （页面存档备份，存于） by The Linux Information Project (LINFO)
- Gender-inclusive use of '/' in Portuguese (and in Spanish too): 2 - A língua e o sexo (2 - Tongue and Sex), Quartos (quarters) I （页面存档备份，存于）, II and III （页面存档备份，存于）, one of the subjects of Controversial Numbers （页面存档备份，存于） project